# Lagurus (rongeur)
Pour les articles homonymes, voir Lagurus.
Genre
Lagurus est un genre de mammifères rongeurs de la famille des Cricetidae.
Selon Mammal Species of the World (version 3, 2005)  (22 octobre 2013) :

Ce genre comprend une seule espèce vivante :
- Lagurus lagurus (Pallas, 1773) - le lemming des steppes, ou lagure des steppes

Selon Paleobiology Database (22 octobre 2013) :

Ce genre comprend de plus deux espèces éteintes :
- Lagurus intermedius †
- Lagurus pannonicus †